# Cosmeptera
Cosmeptera is een geslacht van vlinders van de familie spinners (Lasiocampidae).

## Soorten
- C. hampsoni (Leech, 1899)
- C. ornata De Lajonquière, 1979
- C. pretiosa De Lajonquière, 1979
- C. pulchra De Lajonquière, 1979
- C. salvazai De Lajonquière, 1979